# Les Moutiers-en-Retz
Les Moutiers-en-Retz é uma comuna francesa na região administrativa do País do Loire, no departamento de Loire-Atlantique. Estende-se por uma área de 9.57 km². Em 2010 a comuna tinha 1 723 habitantes (densidade: 180 hab./km²).